# Athanaël
Athanaël est un prénom très rare. Selon l'INSEE, 4 à 6 personnes ont été prénommées ainsi depuis 1900 en France avec un pic de 4 personnes nées en 2004.

## Personnages de fiction et œuvre d'art
Athanaël est un personnage de l'opéra Thaïs de Massenet : un moine cénobite, Athanaël, cherche à convertir Thaïs au christianisme…